# مایابندر
مایابندر یک شهر و یک تحصیل در بخش شمالی جزیره میانی، جزایر آندامان و نیکوبار، هند است. در سال ۲۰۰۱، این شهرستان ۲۳۹۱۲ نفر جمعیت داشت که ۳۱۸۲ نفر در آن شهر بودند. این شهر در دوره استعمار انگلیس توسط مهاجران میانمار و مهاجران سابق از سرزمین اصلی هند بنا شد.
به‌طور مدیریتی، مایابندر مرکز بخش شمالی و میانی آندامان است، که قسمتی از قلمروی جزایر آندامان و نیکوبار محسوب می‌شود.

## جغرافیا
فاصله مایابندر با پورت‌بلر به وسیله جاده آندامان ۲۴۲ کیلومتر و به وسیله کشتی ۱۳۶ کیلومتر می‌باشد.